# Corvin Filmgyár
Corvin Filmgyár (nom officiel d'origine: Corvin Filmgyár és Filmkereskedelmi Rt.) fut une société de production hongroise active pendant la période du cinéma muet.

## Histoire
Elle fut fondée en 1916 par Jenő Janovics puis s'installa à Kolozsvár,. Son nom faisait référence à Matthias Corvin Ier dit le Juste, l'un des plus grands rois de Hongrie.
La production de Corvin Filmgyár s'attacha principalement à adapter des œuvres littéraires, et la distribution des films était assurée par Projectograph (en),.
Alexander Korda, qui avait rejoint la société en 1916,, y prit de plus en plus de place (il avait réalisé Fehér éjszakák (en), l'un des premiers films hongrois à avoir été projeté à l'étranger). Arthur Somlay, Oszkár Beregi, Mihály Várkonyi  et Maria Corda furent employés dans plusieurs productions de la Corvin Film.
Korda acquit ensuite les droits sur la société et se sépara de Jenő Janovics, puis, lui et Miklós Pásztory ont fondé Corvin Film aussi à Budapest le 16 octobre 1917. Il a supervisé les plus grandes productions avant d'en être empêché par la Terreur blanche en 1919, qui le conduisit à quitter la Hongrie.
Corvin Film a fait faillite en 1926. En 1927, le gouvernement a repris la compagnie, qui a ensuite fait des films de renommée mondiale comme Hunnia Film Studio.

## Filmographie
Films de Corvin Filmgyár,
1. Méltóságos rabasszony (1916)
2. A dolovai nábob leánya (1916)
3. Ártatlan vagyok! (1916)
4. A hattestparancsnok (1916)
5. Ciklámen (1916)
6. A nagymama (1916)
7. Soha többé… mindörökké! (1916)
8. Szibéria (1916)
9. Mesék az írógépről (1916)
10. Mágnás Miska --- Miska the Magnate (en) d'Alexander Korda(1916)
11. Az egymillió fontos bankó --- The One Million Pound Note (en) d'Alexander Korda (1916)
12. A gyónás szentsége (1916)
13. A peleskei nótárius (1916)
14. Petőfi dalciklus (1916)
15. A kétszívű férfi (1916)
16. A szobalány (1916)
17. Fehér éjszakák --- White Nights (en) d'Alexander Korda (1916)
18. A feleség (1916)
19. A csikós (1917)
20. A gólyakalifa (1917)
21. Mágia (1917)
22. Szent Péter esernyője --- St. Peter's Umbrella (en) d'Alexander Korda (1917)
23. Harrison és Barrison (1917)
24. A riporterkirály (1917)
25. A piros bugyelláris (1917)
26. A haza oltára (1917, rövid)
27. Csaplárné a betyárt szerette (1917, rövid)
28. Károly bakák (1918)
29. A kis lord (1918)
30. A faun (1918)
31. A testőr (1918)
32. A kétlelkű asszony (1918)
33. Harrison és Barrison II. (1918)
34. Az aranyember (1918)
35. A gyáva (1918, rövid)
36. Ica babája (1918, rövid)
37. Tréfaházasság (1918, rövid)
38. Tutyut felszarvazzák (1918, rövid)
39. Tutyu kirúg a hámból (1918, rövid)
40. Mary Ann --- Mary Ann (1918)
41. Fehér rózsa (1919)
42. A 111-es --- Number 111 (1919-1920)
43. A tékozló fiú (1919)
44. Ave Caesar! (1919)
45. Twist Olivér --- Oliver Twist (en) de Márton Garas (1919)
46. Yamata (1919)
47. A legnagyobb bűn/Mária nővér /Odille Mária (1919)
48. Fekete tulipán (1919)
49. Az igazság útja [Kutató Sámuel] (1919)
50. Se ki, se be! (1919)
51. Lélekidomár (1919)
52. Tutyu ismeretséget köt (1919, rövid)
53. Tutyu lakást keres (1919, rövid)
54. Cow-boy, mint anyós (1919, rövid)
55. A sárga árnyék (1920)
56. Névtelen vár (1920)
57. Little Fox (1920)
58. Júdás fiai (1920)
59. A végszó (1920)
60. Keresztes vitézek (1921)
61. Farsangi mámor (1921)
62. Hétszáz éves szerelem (1921)
63. New-York express kábel (1921)
64. Az áruház gyöngye (1921, rövid)
65. Országos Apponyi ünnep (1921, riport)
66. Majális a vérmezőn (1921, riport)
67. Motorcsónak verseny (1921, riport)
68. Lapterjesztők boxversenye (1921, riport)
69. Budapest ifjúsága üdvözli Harding elnököt hivatalbalépése alkalmából (1921, riport)
70. Olavi (1922)
71. Willy Drill (1922)
72. Freddy (1922, rövid)
73. Árvák imája (1922, rövid)
74. Múlt és jövő (1922, riport)
75. Egy dollár (1923)
76. Egy fiúnak a fele (1924)
77. Az őrszem (1924)
78. Magyar cserkészélet (1924, riport)
79. Terike (1927)

## Source de la traduction
- (en) Cet article est partiellement ou en totalité issu de l’article de Wikipédia en anglais intitulé « Corvin Film » (voir la liste des auteurs).